# Karl Schiller
Pour les articles homonymes, voir Schiller.
Karl August Fritz Schiller, né le 24 avril 1911 à Breslau et mort le 26 décembre 1994 à Hambourg, est un universitaire et homme d'État allemand.
Il devient économiste en 1935 et adhère deux ans plus tard au Parti Nazi. Il sert ensuite dans la Wehrmacht au cours de la Seconde Guerre mondiale.
En 1946, il rejoint le Parti social-démocrate d'Allemagne (SPD). Il entreprend alors une carrière d'universitaire et une carrière politique. Il exerce ainsi les fonctions de sénateur à l'Économie de Hambourg, puis devient à la fin des années 1950 recteur de l'université de la ville. Peu après, il est nommé sénateur à l'Économie de Berlin-Ouest.
Élu député fédéral au Bundestag en 1965, Schiller est désigné ministre fédéral de l'Économie l'année suivante, dans la grande coalition de Kurt Georg Kiesinger. En 1969, Willy Brandt le confirme dans ses fonctions, puis le nomme ministre fédéral de l'Économie et des Finances en 1971.
Il renonce à ce poste en 1972 pour exprimer ses divergences en matière de politique économique et budgétaire. Il est ensuite suspendu du SPD et se retire de la vie politique. Réintégrant le parti huit ans plus tard, il meurt en 1994 à l'âge de 83 ans.

## Biographie

### Jeunesse
Il obtient son baccalauréat à Kiel en 1931. Il s'inscrit alors à l'université Christian Albrecht de Kiel, où il étudie le droit et les sciences économiques.
Il rejoint en 1933 l'Union des étudiants nationaux-socialistes allemands (NSDStB) et les Sections d'assaut (SA), puis l'Union des juristes nationaux-socialistes (NSRB) l'année d'après.

### Vie professionnelle et conflit mondial
Poursuivant ses études à Francfort-sur-le-Main et Berlin, il quitte la NSDStB en 1935. En même temps, il termine son cursus à l'université de Heidelberg avec un doctorat en sciences économiques. Il prend un poste de directeur d'un groupe recherche à l'Institut d'économie mondiale de Kiel.
Il adhère au Parti national-socialiste des travailleurs allemands (NSDAP) le 1er mai 1937 et quitte les SA l'année suivante. Au cours de l'année 1939, alors qu'il reçoit son habilitation à diriger des recherches, il devient membre de l'Union des professeurs nationaux-socialistes (NSSDB).
Il est enrôlé dans la Wehrmacht en 1941 et sert quatre ans.

### Les débuts après-guerre
À la suite de la Seconde Guerre mondiale, il adhère en 1946 au Parti social-démocrate d'Allemagne et se fait élire député au Bürgerschaft de Hambourg. En 1947, il devient professeur des universités de théorie économique à l'université de Hambourg. Il participe alors à la fondation de l'académie de l'économie sociale et entre au conseil scientifique de l'université en 1948.

### Ascension
Le 13 octobre suivant, Karl Schiller est nommé à 37 ans sénateur à l'Économie et aux Transports par le premier bourgmestre Max Brauer.
Bien qu'il soit réélu député local en 1953, il abandonne ses responsabilités exécutives avec le passage des sociaux-démocrates dans l'opposition. Devenu en 1956 recteur de l'université de Hambourg pour deux ans, il démissionne l'année suivante du parlement de la ville-Land. Il est désigné le 21 décembre 1961 sénateur à l'Économie et au Crédit de Berlin-Ouest par le bourgmestre-gouverneur Willy Brandt. À cette époque, Karl Schiller a énoncé la formule-clef de l'économie sociale de marché : « autant de marché que possible, autant d’État que nécessaire », qui figure dans le programme de Bad Godesberg (« la concurrence autant que possible, la planification autant que nécessaire »).
Pour les élections fédérales du 19 septembre 1965, il est investi candidat à Berlin-Ouest par le SPD et se trouve élu député fédéral au Bundestag. Il démissionne du gouvernement de la ville-Land le 3 novembre suivant. Il est alors choisi pour occuper une vice-présidence du groupe social-démocrate.

### Ministre fédéral

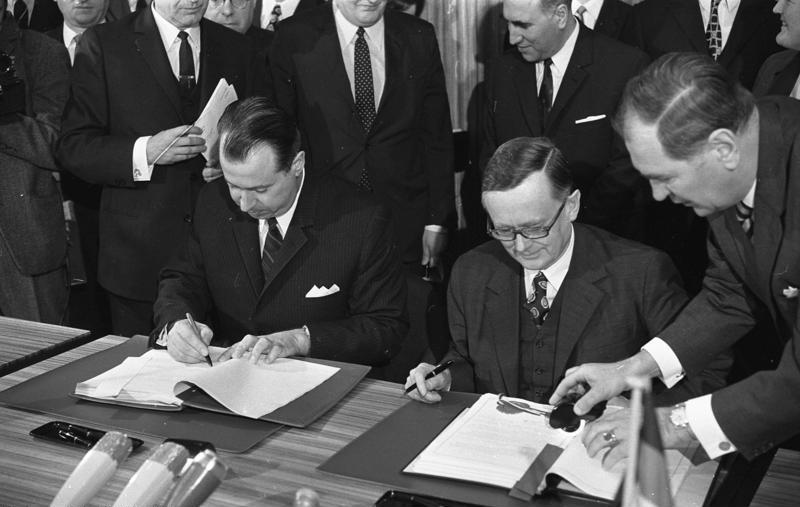
Karl Schiller (d.) signe un accord de coopération économique avec la Bulgarie en 1971.

Le 1er décembre 1966, Karl Schiller est nommé à 55 ans ministre fédéral de l'Économie dans le gouvernement fédéral de « grande coalition » du chancelier fédéral chrétien-démocrate Kurt Georg Kiesinger. Il travaille alors en étroite collaboration avec le ministre fédéral des Finances chrétien-social Franz Josef Strauß. C'est à ce tandem qu'est imputée la réussite économique de la coalition.
Dans la perspective des élections fédérales du 28 septembre 1969, les sociaux-démocrates présentent sa candidature en Rhénanie-du-Nord-Westphalie, dans la circonscription « Dortmund I ». Il y totalise 60,2 % des voix et se voit ainsi réélu, réalisant à l'époque le meilleur résultat de l'histoire de la circonscription. Il est ensuite reconduit dans ses fonctions ministérielles dans le cabinet fédéral de « coalition sociale-libérale » du chancelier Brandt.
Après qu'Alex Möller a remis sa démission, il devient le 13 mai 1971 ministre fédéral de l'Économie et des Finances, à l'âge de 60 ans. C'est alors la première fois depuis 1949 que les deux portefeuilles économiques du gouvernement fédéral sont réunis.

### Retrait de la vie politique

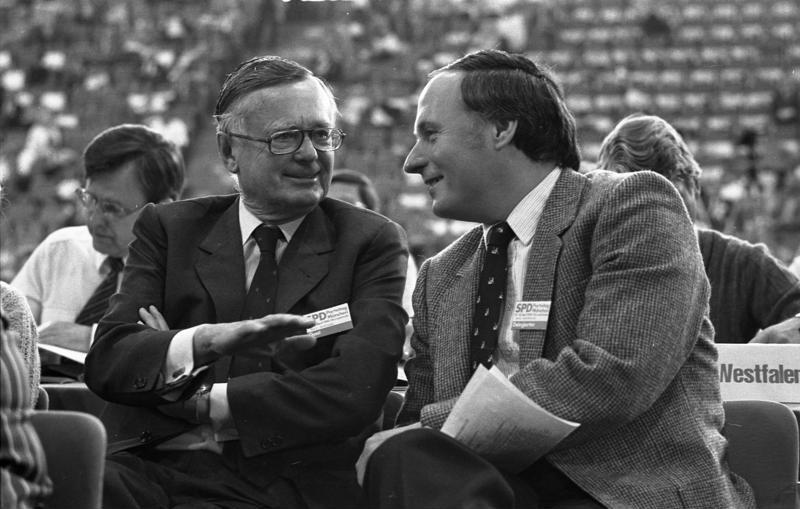
Karl Schiller (g.) et Oskar Lafontaine au congrès fédéral du SPD en 1982.

Il annonce 14 mois plus tard, le 7 juillet 1972, qu'il remet sa démission. Il signifie ainsi son désaccord avec la politique économique du gouvernement. Dans sa lettre de démission, il critique la hausse de la dette publique en expliquant qu'il n'est « pas disposé à soutenir une politique qui donne l'impression que le gouvernement travaille selon la devise : après nous, le déluge ».
Il est peu après expulsé du Parti social-démocrate. Il avait effectivement participé à une campagne promotionnelle de l'Union chrétienne-démocrate d'Allemagne (CDU) aux côtés de l'ancien chancelier Ludwig Erhard où tous deux se posent en gardiens de l'économie de marché. Il ne postule pas aux élections fédérales anticipées du 19 novembre 1972 et se retire de la vie politique.
Il réintègre toutefois le SPD en 1980 et en reste membre jusqu'à sa mort à 83 ans, en 1994.